# Оканья, Луис
Хесус Луис Оканья Перния (Луис Оканья) (исп. Jesús Luis Ocaña Pernía; род. 9 июня 1945, Приего, Испания — ум.19 мая 1994, Ногаро, Франция) — бывший испанский профессиональный шоссейный велогонщик. Победитель Тур де Франс (1973) и Вуэльты Испании (1970).

## Карьера
Луис Оканья родился в испанской провинции Куэнка, но ещё когда он был маленьким его семья переехала во Францию, где Луис начал заниматься велосипедным спортом. В 1968 году он подписал первый профессиональный контракт с испанской командой Fagor. И сразу пришли успехи: спортсмен выиграл национальный чемпионат своей страны. А в следующем году (1969) занял второе место в генеральной классификации Вуэльты Испании, попутно победив на трех этапах и в горной номинации.
1970 год стал годом прорыва испанца в мировую элиту шоссейных велогонок. Он перешёл в новую команду — французскую Bic. Весной и в начале лета он победил в общем зачете Вуэльты Испании и Критериума Дофине Либере, а также отметился викторией на 17 этапе Тур де Франс. По итогам Большой петли-1970 Оканья оказался на 31 месте.
В 1971 году взгляды испанца были обращены на Тур де Франс. Он мечтал бросить вызов непобедимому «Каннибалу» Эдди Мерксу. Сезон для спортсмена начался успешно: он победил на недельной многодневке Тур Страны Басков и финишировал на третьей позиции в генеральной классификации Вуэльты Испании. Луис подошёл в хорошей форме к Большой Петле и намеревался это продемонстрировать всем. После перых этапов гонки лидировал Меркс, но Оканья не выпускал его из поля зрения. На 8 этапе в финишем в Puy de Dome, пользуясь тем, что вершину окутал густой туман испанец предпринял атаку за 4 километра до финиша и на этот рывок Эдди Меркс не ответил, и пусть бельгиец проиграл только 15 секунд прецедент был создан. Спустя этап агрессивная борьба продолжилась. Из-за прокола Каннибала группа Оканьи, Тевене и Зотемелка сумела нарастить преимущество на Мерском и Йоп Зотемелк перехвал жёлтую майку у Эдди, Оканья проиграл всего секунду, Эдди Меркс — ровно минуту. На 11 этапе испанец предпринял атаку на равнинном участке, проведя в сольном отрыве последние 60 километров. Меркс финишировал лишь спустя 8 минут 42 секунды, однако на следующем этапе он отыграл две из них. 14 этап вошёл в историю Тур де Франс как один из самых драматичных на Большой Петле. Сильный дождь с грозой, нулевая видимость и мокрый спуск стали декорацией к решающей битве Оканьи и Меркса. Они спускались с Коль де Менте сильно рискуя и велосипед бельгийца занесло на повороте. Он упал, следом за ним упал и испанец, ехавший вплотную на колесе. Меркс смог быстро поднялся, а Оканья остался лежать на дороге. Гонка для жёлтой майки лидера была закончена. Оканья был отправлен в больницу, где провел все оставшиеся дни до конца гонки.
В 1972 году Луис Оканья снова начал набирать форму перед Тур Де Франс, выиграл Критериум Дофине и Чемпионат Испании. Он готовился атаковать Меркса на французской супермногодневке, но вместо этого подхватил бронхит и сошёл.
Весной 1973 года Луис Оканья и Эдди Меркс снова встретились лицом к лицу: на сей раз на Вуэльте Испании, которая осталась за бельгийцем. Меркс выиграл у испанца почти 4 минуты. А вот в июне Оканья в третий раз победил гонке репетиции Тур де Франс — Дофине Либере.
На старт Большой Петли-1973 Эдди Меркс не вышел. Несмотря на это испанца не считали способным на победу в Тур де Франс. На двойном этапе в Альпах Оканья атаковал, сбросив всех кроме Зутемелька и перехватил лидерство, опередив лучших горняков мира — Тевене, ван Импа, Фуэнте и Зутемелька и далее холодно и расчетливо вел гонку и сохранил весомое преимущество до конца гонки, в итоге выиграв шесть этапов.
На Чемпионате мира 1973 года в Барселоне спортсмен выиграл бронзовую медаль, уступив только Феличе Джимонди и Фредди Мартенсу.
Однако с того момента карьера Луиса Оканьи пошла по нисходящей. Он не смог защитить чемпионский титул на Тур Де Франс и лишь в 1976 году смог приблизиться к прежней форме став вторым в общем зачете Вуэльты Испании. И спортсмен был вынужден завершить карьеру в 1977 году, финишировав на Большой Петле лишь на 25 месте в генеральной классификации.

## После завершения профессиональной карьеры
19 мая 1994 года, в возрасте 48 лет Луис Оканья совершил самоубийство в Ногаро, Франция. Причинами, заставившими покончить с жизнью с помощью огнестрельного оружия, были названы финансовые трудности, цирроз печени, гепатит C и рак.